# فؤاد عارف
فؤاد عارف (انگلیسی: Fouad Aref؛ زادهٔ ۵ اوت ۱۹۵۴) بازیکن فوتبال اهل سوریه بود.
وی به‌همراه تیم ملی فوتبال سوریه در بازی‌های المپیک تابستانی ۱۹۸۰ شرکت کرده‌است.